# مات شيرمان (لاعب اتحاد الرغبي)
مات شيرمان (بالإنجليزية: Matt Sherman)‏ هو لاعب اتحاد الرغبي أمريكي، ولد في 29 أكتوبر 1978 في سان فرانسيسكو في الولايات المتحدة.